# Éclaireurs crows
Les éclaireurs crows sont des amérindiens de la tribu des Crows qui furent utilisés pour la première fois par l'United States Army en 1876 pendant la guerre des Black Hills en tant qu'éclaireurs. Comme les Crows étaient une tribu pacifique dans ses relations avec les Américains:xi et notamment parce que leur territoire ancestral était envahi par les Lakotas, les Cheyennes du nord et les Arapahos qui leur étaient hostiles, il fut facile de les recruter pour aider l'armée américaine à poursuivre et combattre les autres tribus. Déjà en 1873, les Crows avaient fait appel à l'armée américaine pour les aider à chasser les envahisseurs de leur réserve. Ils ne demandaient qu'à mettre à profit leur expertise:106. Un petit groupe d'éclaireurs crows avait d'ailleurs été témoin de la défaite du général George A. Custer au cours de la bataille de Little Bighorn dans la réserve crow. De nombreux Crows servirent contre les Nez Percés en 1877:55–56 puis l'année suivante, dans la guerre des Bannocks:122. Les éclaireurs crows chevauchèrent aux côtés des Assiniboines, des Bannocks et des Cheyennes au cours de la poursuite de Sitting Bull par le colonel Nelson A. Miles au nord du Missouri en 1879:125. Quelques anciens éclaireurs participèrent à la guerre des Crows en 1887.

## Brève histoire des Indiens alliés avec les blancs
L'histoire des Amérindiens s'alliant aux blancs contre d'autres Amérindiens est longue:11–24. Dans les plaines du nord, les Yankton, les Yanktonai et les Lakotas furent les premiers Amérindiens à s'allier avec l'United States Army en 1823:54. Les éclaireurs osages trouvèrent ainsi le camp du chef cheyenne Black Kettle sur la Washita River en 1868:61. Le besoin de recruter des éclaireurs indiens se révélait une évidence à tous les chefs militaires présents sur les frontières:59.
La loi sur « le renforcement et la mise en œuvre du processus de paix militaire pour les États-Unis » (Act to increase and fix the Military Peace Establishment of the United States') entra en vigueur le 1er août 1866:44. Il autorisait l'armée américaine à recruter des éclaireurs indiens en fonction de leurs besoins. Ceux-ci étaient rémunérés comme les soldats de cavalerie:44.

## Une possibilité mal employée
L'engagement d'éclaireurs crows aurait pu débuter dès 1866, quand 250 guerriers crows étaient prêts à aider le colonel Henry Carrington au cours de la guerre de Red Cloud contre les Lakotas:38. La zone disputée à l'ouest de la Powder River était garantie comme appartenant aux Crows par le traité de Fort Laramie de 1851:594. Mais les Lakotas la considéraient comme une zone de chasse des bisons et s'en étaient emparé:114,:170,:20–31

## La situation des Crows au début des années 1870
Après 1868, la tribu des Crows était installée dans sa nouvelle réserve instaurée au cœur du Montana après le traité de 1851:1008. Déjà en 1870, les Crows s'opposèrent aux Sioux, qui venaient prendre des chevaux dans les camps de la réserve entre les rivières Bighorn et Little Bighorn. Des Crows rapportèrent que les Lakotas chassaient sur la rivière Bighorn en novembre 1871:43. À la suite d'un long affrontement avec les Sioux à Pryor Creek en 1873, le chef crow Blackfoot déclara : « Les Sioux veulent nous prendre notre territoire, mais nous ne les laisserons pas faire:124. » Il demanda l'appui des Américains pour constater l'invasion des Sioux:106. L'agent des affaires indiennes Dexter E. Clapp rendit son rapport au printemps 1876 constatant que les Sioux contrôlaient la partie est de la réserve des Crows:108.
Le Cheyenne du sud George Bent mis la pression sur les Crows au début des années 1870. De nombreuses attaques furent conduites contre les Crows,  « … tant par les Cheyennes du nord que par les Arapahos, les Sioux et de nombreuses autres tribus:347. »

## L'expédition d'exploration de 1871 dans leYellowstone
Trois guides crows rejoignirent l'expédition de la Northern Pacific Railway qui descendit le cours de la Yellowstone en 1871. Le major Eugene M. Baker ne les avait pas formellement recrutés. Les éclaireurs s'appelaient « Blackfoot, Wolfbow et Pretty Lodge »:41. Les deux premiers étaient des alliés de longue date de l'armée américaine, s'ils étaient les mêmes que le chef crow Blackfoot:83–84 et le guerrier Wolf Bow:18.

## Histoire de leur service

### Guerre contre les Sioux

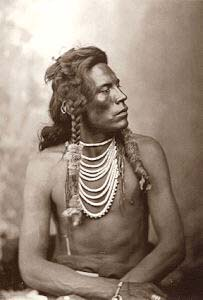
Curly, par David F. Barry, aux alentours de 1876.

#### Les éclaireurs crows aux côtés de James H. Bradley
En avril 1876, la petite tribu des Crows vivait dans sa réserve près de Crow Agency, Montana. Comme les Sioux et les Cheyennes étaient des ennemis de longue date des Crows et qu'ils tentaient de les spolier de leurs terres, plusieurs guerriers crows s'étaient engagés dans l'armée américaine au début de la guerre contre les Sioux de 1876. Le 10 avril, le lieutenant James H. Bradley dirigeait 23 éclaireurs crows:163. Chaque éclaireur recevait un bandeau rouge à porter au-dessus du coude gauche afin de le différencier des indiens ennemis. Les Sioux furent plus rapides que les Crows lorsqu'ils s'enfuirent avec leurs chevaux d'un camp près de la Yellowstone:184. Quelques jours plus tard, Half Yellow Face (en) et Jack Rabbit Bull revinrent avec 3 chevaux sioux, « fiers de leur exploit »:186. Bradley a par ailleurs décrit dans un ouvrage la peine des Crows après la défaite de Custer:220.

#### Les Crows avec George Crook

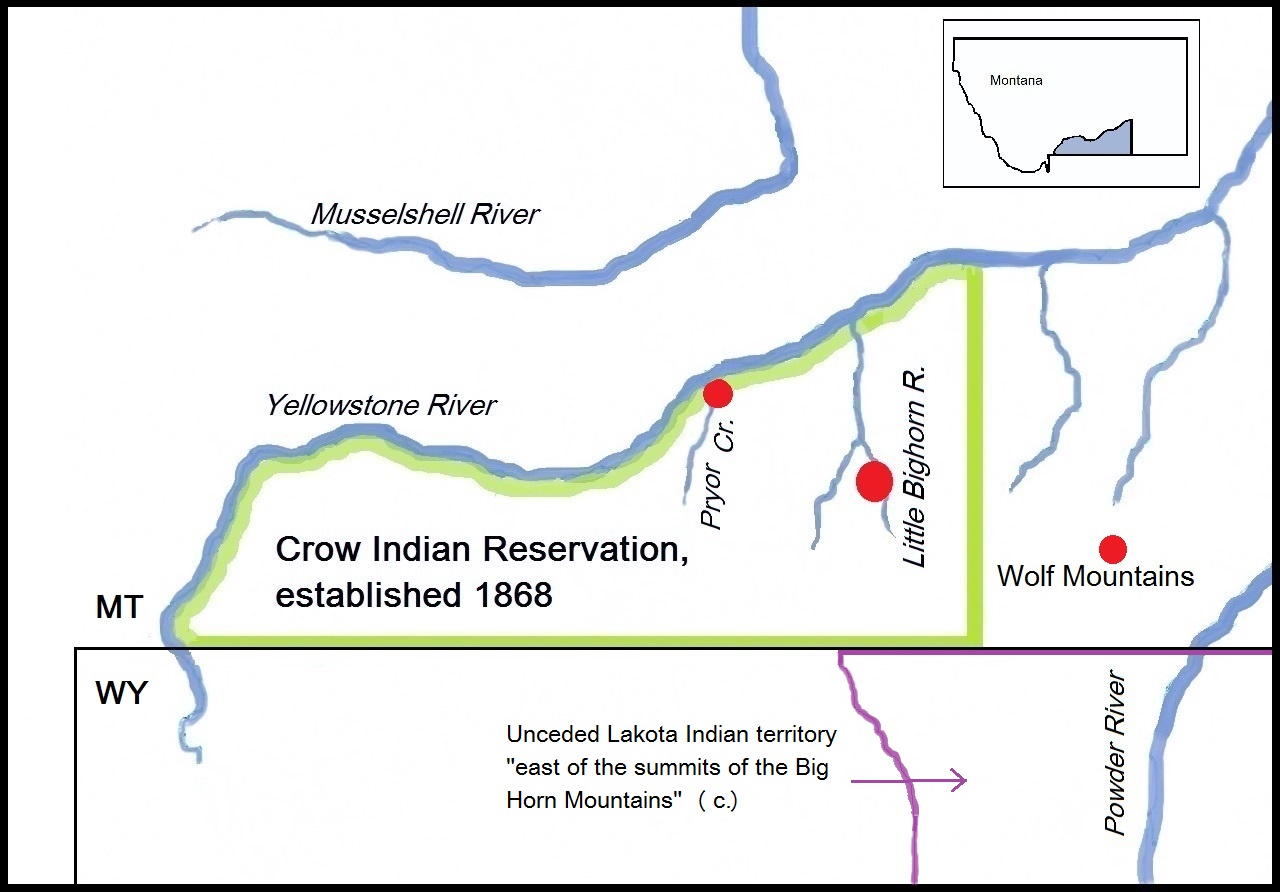
Le champ de bataille de Little Bighorn (1876) dans la réserve des Cris du Montana ainsi que deux autres champs de bataille (années 1870). La bataille de Little Bighorn, au cours de laquelle les Sioux et les Cheyennes réussirent à mobiliser le plus d'hommes de leur histoire eut lieu dans la réserve des Crows. En 1873, le chef crow Blackfoot avait appelé au secours les forces américaines pour lutter contre les intrusions des indiens et s'en était suivie la bataille de Pryor Creek. Trois Crows prirent part à la en 1877.

Environ 170 Crows combattirent aux côtés du général George Crook à la bataille de Rosebud Creek sans statut légal:116.

#### Les Crows avec George Armstrong Custer
Les éclaireurs crows guidèrent Custer au cours de l'expédition espérée de Little Bighorn pendant l'été 1876. « J'ai désormais avec moi quelques éclaireurs crows qui connaissent bien la région. » écrivit Custer dans son avant-dernière lettre à sa femme:275. Charles A. Varnum, qui commandait les éclaireurs de Custer, était plus précis dans ses mémoires : « Les Crows étaient sur leur territoire:60. »
Six éclaireurs crows trente-neuf Arikaras assistèrent à la bataille de Little Bighorn, les 25 et 26 juin. Custer, à la tête de 500 hommes, tenta de donner l'assaut à une force composée d'au moins 900 Cheyennes, Sioux et Arapahos ; il donna un assaut avec 3 colonnes mais ses troupes finirent par être repoussées, laissant plus de 250 morts sur le terrain. Quatre des éclaireurs, Curly, Goes Ahead, Hairy Moccasin et White Man Runs Him chevauchaient avec la colonne de Custer alors que deux autres, Half Yellow Face et White Swan, étaient avec celle du major Marcus Reno. Les éclaireurs de Custer furent relevés juste avant le début de la bataille car ils avaient remplacé leurs uniformes bleu par leurs tenues de guerre tribale. Custer le leur reprocha et ils répondirent qu'ils voulaient mourir en guerriers plutôt qu'en soldats. Curly, qui avait 17 ans refusa de quitter les rangs, mais après l'insistance de Mitch Bouyer, un guide métis franco-lakota, le jeune homme fut convaincu et partit rejoindre ses frères éclaireurs. Curly regarda la bataille avec des jumelles depuis une arête située à un mile et demi du champ de bataille. À la fin du combat, il réussit à éviter les cavaliers sioux pendant 2 jours avant de parvenir à rejoindre le bateau à vapeur Far West au confluent des rivières Little Bighorn et Bighorn. En utilisant le langage des signes, Curly réussit à faire le premier rapport sur la défaite de Custer.
Après avoir été relevés de leurs obligations, White Man Runs Him, Goes Ahead, Hair Moccasin ainsi que l'éclaireur arikara Strike the Bear rejoignirent Reno et les deux autres éclaireurs. Ils furent brièvement engagés dans un combat au sommet d'une ligne de crête, repoussant une attaque sioux. Ils survécurent tous et battirent en retraite avec le major Reno, à l'exception de White Man Runs Him qui continua le combat sous les ordres du colonel John Gibbon qui se porta au secours des hommes de Reno le 26.
Lorsque Goes Ahead revint à son campement, à Pryor Creek, les guerriers crows le prirent pour un ennemi et l'attaquèrent. Pretty Shield, sa femme, expliqua comme tout le monde pouvait paraitre un Lakota aux yeux des Crows en cette période troublée:242.
Un an plus tard exactement, Hugh Lenox Scott se rendit sur le champ de bataille avec tous les éclaireurs crows qui avaient servi sous les ordres de Custer:48
En 1909, des décennies après la bataille, White Man Runs Him raconta à Joseph K. Dixon comment lui et Hairy Mocassin avaient évité la mort de Custer en maintenant un feu nourri pendant une contre-attaque des Cheyennes:140.

#### Les Crows avec Nelson A. Miles
Quand un groupe d'éclaireurs crows tua 5 représentant d'une délégation lakota venue négocier avec le drapeau blanc en décembre 1876, les combats stoppés pendant l'hiver, reprirent dans la région de Yellowstone:57. Une fois de plus, les éclaireurs aidèrent l'armée à localiser le camp des ennemis. Trois Crows prirent part aux combats contre les Lakotas (avec Crazy Horse) ainsi que les Cheyennes du nord au cours de la bataille des Wolf Mountains (en) le 8 janvier 1877:60.

## Plus tard
En 1877, quelques anciens éclaireurs furent impliqués au cours de la brève guerre Crow (la révolte de Sword Bearer) au cours de laquelle l'US Army conduisit une bataille victorieuse contre les Crow ennemis, juste au nord du champ de bataille de Little Bighorn.